# Josef Eder
Josef Eder (Innsbruck, 2 maggio 1942) è un ex bobbista austriaco, medaglia d'argento olimpica a Grenoble 1968 nel bob a quattro.

## Biografia
Attivo dalla fine degli anni sessanta ai primi anni settanta, ha gareggiato come frenatore per la squadra nazionale austriaca.
Ha partecipato a due edizioni dei Giochi olimpici invernali, competendo unicamente nella specialità a quattro: a Grenoble 1968 vinse la medaglia di bronzo con Erwin Thaler, Reinhold Durnthaler e Herbert Gruber, mentre quattro anni dopo, a Sapporo 1972, fu sesto.
Nel 1996 venne inoltre insignito della Medaglia d'Argento al Merito della Repubblica Austriaca.

## Palmarès

### Olimpiadi
- 1 medaglia:
  - 1 argento (bob a quattro a Grenoble 1968).